# 博济亚克
博济亚克（法語：Beauziac，法語發音：[bozjak]）是法国洛特-加龙省的一个市镇，属于内拉克区。

## 地理
博济亚克（44°19'18"N, 0°2'47"E）面积15.34 平方千米，位于法国新阿基坦大区洛特-加龍省，该省份为法国西南部内陆省份，北起多爾多涅省，西接吉倫特省和朗德省，南至热尔省，东临塔恩-加龙省和洛特省。
与博济亚克接壤的市镇（或旧市镇、城区）包括：普西尼亚克、潘代尔、卡斯泰尔雅卢、圣马丹屈尔通。

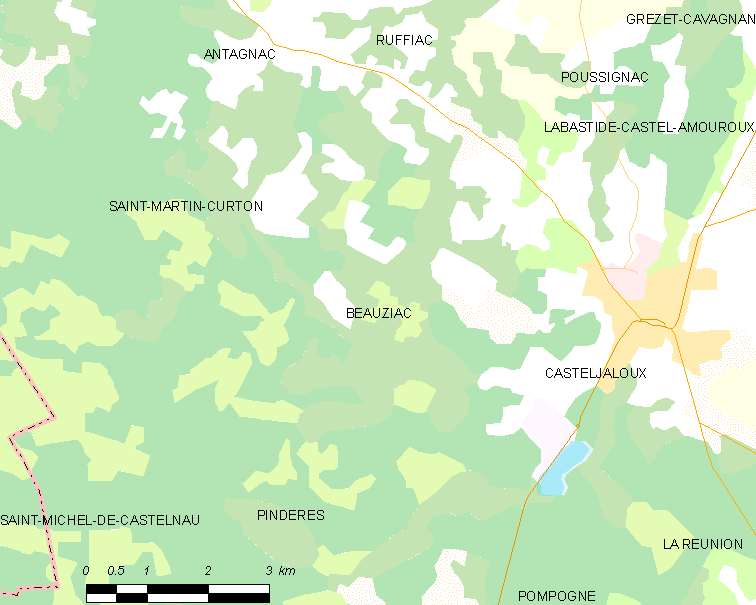
博济亚克的OSM定位图

博济亚克的时区为UTC+01:00、UTC+02:00（夏令时）。

## 行政
博济亚克的邮政编码为47700，INSEE市镇编码为47026。

## 政治
博济亚克所属的省级选区为加斯科涅森林县。

## 人口

1962-2008年间博济亚克人口变化图示

博济亚克于2022年1月1日时的人口数量为236人。